# Bolbitis scandens
Bolbitis scandens är en träjonväxtart som beskrevs av W. M. Chu. Bolbitis scandens ingår i släktet Bolbitis och familjen Dryopteridaceae. Inga underarter finns listade.